# Rolle (oiseau)
Eurystomus
Pour les articles homonymes, voir Rolle.
Genre
Eurystomus est un genre d'oiseaux appartenant à la famille des Coraciidae dont le nom normalisé est rolle.

## Liste des espèces & sous-espèces
D'après la classification de référence (version 2.2, 2009) du Congrès ornithologique international (ordre phylogénique) :
- Eurystomus gularis – Rolle à gorge bleue
- Eurystomus glaucurus – Rolle violet
- Eurystomus orientalis – Rolle oriental
- Eurystomus azureus – Rolle azuré

## Répartition géographique

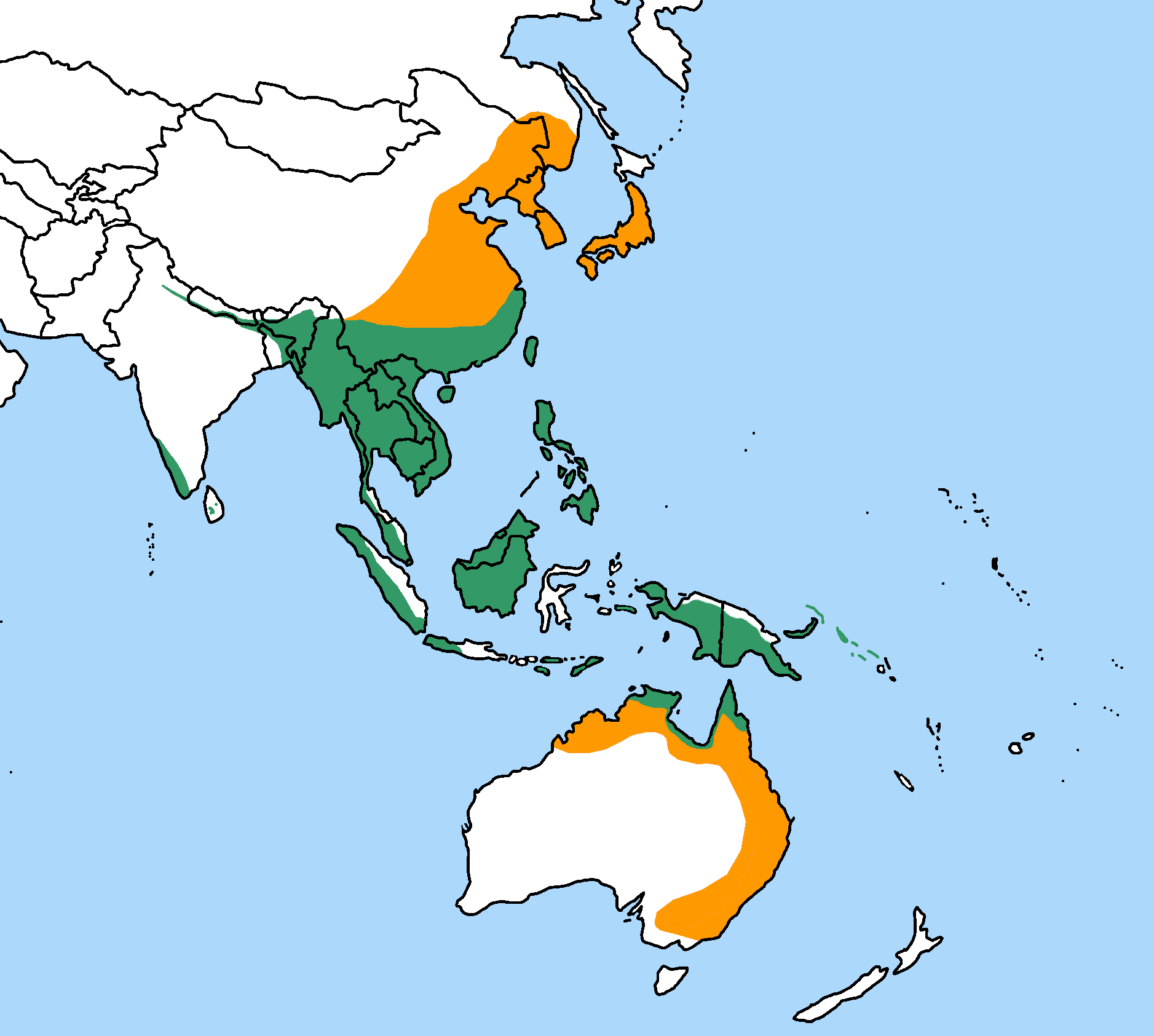
Eurystomus orientalis